# Euchrysops subdita
Euchrysops subdita är en fjärilsart som beskrevs av Grose-smith 1901. Euchrysops subdita ingår i släktet Euchrysops och familjen juvelvingar. Inga underarter finns listade i Catalogue of Life.